# مسعود انصاری (منتقد اسلام)
مسعود انصاری (زاده ۱۰ آذر ۱۳۰۶ در تهران – درگذشته ۲۰ شهریور ۱۳۹۳ در واشینگتن)؛ نویسنده، پژوهشگر، مترجم، استاد دانشگاه و یکی از منتقدان اسلام بود. وی یکی از مخالفان جمهوری اسلامی و طرفدار نظام پادشاهی مشروطه بود.
انصاری در کنار  انتقاد از دین و نگارش کتاب‌های تاریخی، سیاسی و پژوهشی، یک مترجم نیز بود؛ از جمله، ترجمه کتابی به نام «شرح حال برتراند راسل به قلم خودش» و همچنین دو کتاب از آثار فریدریش نیچه، از جمله، «چنین گفت زرتشت» که در سال ۱۳۷۷ توسط انتشارات جامی منتشر شد.

## زندگی
مسعود انصاری، در ۱۰ آذر ماه ۱۳۰۶ خورشیدی، در تهران، در خانواده‌ای مذهبی، زاده شد. طبق گفته‌های خودش هم پدر و هم مادر وی در امر مذهب متعصب بودند؛ ولی تعصبات مذهبی مادرش شدیدتر از پدر بود و هر دو خواهر او هم، تحت تأثیر تربیت اسلامی پدر و مادر بودند. انصاری می‌گوید هر وقت که به یاد می‌آورد که پدرش با گذاشتن قرآن بر روی رحل، و خواندن آن، گریه سر می‌داد، به خرَد او افسوس می‌خورد.
انصاری، پس از گذراندن دوران دبیرستان، و دریافت دیپلم ادبی در سال ۱۳۲۹ خورشیدی، به دانشکده پلیس-که در آن زمان، آموزشگاه عالی پلیس، خوانده می‌شد-رفت. وی، پس از اتمام تحصیل، افسر موتورسوار پلیس شد.
انصاری، برای ورود به دانشکده حقوق دانشگاه تهران، بدون اجازه کارگزینی شهربانی، ثبت‌نام کرد؛ غافل از اینکه صفدری، رئیس دانشکده حقوق، با سرهنگ رجائی، رئیس کارگزینی شهربانی، دوست است. سرهنگ رجائی از انصاری خواست که از رفتن به دانشکده حقوق، چشم‌پوشی کند، ولی انصاری نپذیرفت.

## ازدواج
مسعود انصاری در پاسخ به این پرسش که آیا هرگز تشکیل خانواده داده‌است یا خیر، گفت: زمانی که در بیروت، در یک دانشگاه آمریکایی تدریس می‌کرده‌است، با خانمی ازدواج می‌کند؛ ولی متأسفانه این ازدواج، بیشتر از یک سال و نیم، طول نمی‌کشد و از هم جدا می‌شوند. وی در ادامه افزود: هر چند که دوست داشتم باز هم ازدواج کنم؛ ولی هرگز دوباره تشکیل خانواده ندادم و فرزندی هم، ندارم. شاید اگر ازدواج کرده بودم، الآن نمی‌توانستم بگویم ۳۵ کتاب دارم.

## تحصیلات
در همان سال، انصاری، به ریاست اداره روابط عمومی شهربانی کل کشور، منصوب شد که پستی هم‌تراز سرتیپی بود. انصاری، پس از گرفتن دکتری حقوق و علوم سیاسی، در مؤسسات آموزش عالی، به تدریس پرداخت و تا دورهٔ بازنشستگیِ زودرس خود، به کار مورد علاقه‌اش که تدریس زبان انگلیسی بود، ادامه داد.
مسعود انصاری، دارای گواهی‌نامه حقوق در رشته قضایی از دانشکده حقوق، گواهی‌نامه علوم سیاسی از دانشگاه تهران، گواهی‌نامه کارشناسی ارشد در رشته روابط بین‌الملل از دانشگاه لندن و روی هم رفته، سه گواهی‌نامه دکتری است.
دو دانشنامه دکتری او در رشته علوم سیاسی، یکی از دانشکده حقوق و علوم سیاسی دانشگاه تهران، و دیگری از دانشگاه جرج واشینگتن آمریکا، و سومین گواهی‌نامه دکتری او در رشته هیپنوتراپی از دانشگاه آمریکایی پسیفیک American Pacific University است. همچنین، دارای گواهی‌نامه Career Development از دانشگاه آمریکایی بیروت است.

## مهاجرت
در سال ۱۳۴۶ خورشیدی، در کنکور اعزام افسران شهربانی، در برنامه اصل چهار، شرکت کرد و به آمریکا رفت. از دانشگاه جانز هاپکینز، گواهی‌نامه دکتری حقوق در رشته جرم‌شناسی، دریافت کرد و سپس، گواهی‌نامه دکتری هیپنوتیزم خود را از دانشگاهِ (آمریکایی) پسیفیک گرفت.

## آزار به دست برخی اسلام‌گرایان؛ نشریه پیام آزادگان
انتقادات وی در مورد دین اسلام و نظام جمهوری اسلامی، باعث شد تا او را به شدت، مورد ضرب و شتم قرار دهند؛ از این رو، مدتی، در بیمارستان، با نام مستعار، بستری می‌شود. پس از کشته شدن کورش آریامنش، مسعود انصاری در سال ۲۰۰۵ میلادی، انتشار نشریه پیام آزادگان را به دکتر لطف‌الله روزبهانی، واگذار کرد.

## عضویت در سازمان‌ها و نهادها
مسعود انصاری، در سازمان‌های علمی زیر عضو بود:
- جامعه حقوقدانان بین‌الملل
- جامعه دانشمندان علوم سیاسی آمریکا
- انجمن بین‌المللی جرم‌شناسی
- هیئت مشورتی انجمن آمریکایی هیپنوتراپیست‌های حرفه‌ای
- هیئت امنای دانشگاه آلفا در باتن روژ
- دانشگاه آمریکایی پسیفیک
- سازمان آمریکایی Council of Professional Hypnosis Organization یا COPHO[۱۴][۱۵]

## درجات و جایگاه‌های علمی
فرایند سال‌های تدریس و پژوهش‌های او در دانشگاه‌های ایران، لندن، UNAFI ژاپن، آمریکا (از جمله، دانشگاه آمریکایی بیروت)، امتیازها و جایگاه‌های علمی زیر، بوده‌است:
- Phi Beta Kappa در سال ۱۹۸۷؛
- سه جایزه علمی President’s Award؛ یکی از سازمان علمی NGH در سال ۱۹۹۱ و دو جایزه از سازمان NATH (سالهای ۱۹۹۵ و ۱۹۹۹ میلادی)؛
- جایزه Excellence Award سازمان International Hypnosis Federation، در سال ۲۰۰۸ میلادی.[۱۶]

## جایزه بهترین کتاب
در سال ۱۳۴۶ خورشیدی، مسعود انصاری برنده جایزه سلطنتی بهترین کتاب سال با فرنام ناسیونالیسم شد و جایزه خود را از دست محمدرضا پهلوی دریافت کرد. در کنار نویسندگان لائیک، اهل قلم اسلامی نیز در نشریات خود از این کتاب بهره برده‌اند.

## درگذشت
مسعود انصاری، سرانجام بر اثر سکته قلبی، درگذشت. پس از درگذشت او، چندین مراسم برای بزرگداشتش برگزار شد.

### برگردان‌ها بهزبان فارسی
- شرح حال برتراند راسل به قلم خودش؛[۵۱]
- سرزمین محکوم.
- پول خون
- چنین گفت زرتشت اثر فریدریش نیچه
- غروب بتان اثر فریدریش نیچه

### به زبان انگلیسی
- [۵۲] International Terrorism: Its Causes and how to Control it
- [۵۳] Psychology of Mohammed: Inside the Brain of a Prophet
- [۵۴] Modern Hypnosis: Theory and Practice
- Alcohol Addiction and Its Successful Treatment by Hypnotherapy
- [۵۵] Treatment of Sexual Deviation and Sexual Dysfunctions by Hypnosis
- [۵۶] Hypnotherapy for Smoking Cessation with Ease
- [۵۷] Hypnotherapy , the Treatment of Choice for Weight Control